# Roland Hubert
 (octobre 2011).
Si vous disposez d'ouvrages ou d'articles de référence ou si vous connaissez des sites web de qualité traitant du thème abordé ici, merci de compléter l'article en donnant les références utiles à sa vérifiabilité et en les liant à la section « Notes et références ».
Roland Hubert, né Hubert de Clausade le 1er novembre 1920 à Paris 16e et mort le 11 octobre 2011 à Paris 7e, est un producteur de spectacles français. Il est le fils de Simone de Clausade, père de Hervé Hubert et grand-père de Virginie de Clausade.

## Biographie
Après des études secondaires et l’obtention du baccalauréat, Roland Hubert entame des études de droit, avant de s’engager dans un maquis du Poitou.
Blessé le 24 juillet 1944 par une balle dans le genou droit, il est victime d’une septicémie et considéré comme perdu. Recueilli et soigné de juillet 1944 à février 1945 à l’abbaye Saint-Martin de Ligugé (Vienne), il ne doit la vie qu’au dévouement des moines et à l’intervention d’un jeune médaillé d’or de l’internat, qui lui évitent l’amputation.
Ayant fait le vœu lors de son séjour que s’il avait la vie sauve, il consacrerait un minimum de dix ans à secourir les familles de ceux qui avaient été tués et à défendre leur mémoire,[Interprétation personnelle ?] il s’y consacra pendant quinze années, de 1946 à 1961, en menant une double action de propagande nationale et d’entraide, au sein de l’Association générale des mutilés de guerre (1946-1955) et de l’Amicale des anciens parachutistes SAS (1947-1961).
Il organisa durant cette période des dizaines de manifestations de toutes sortes (conférences, galas, présentations de films, meetings d’aviation, fantasias de spahis, festivals militaires) qui ont réuni des centaines de milliers de spectateurs à travers toute la France, et rapporté aux œuvres sociales plus de 233 millions d’anciens francs de l’époque.[réf. nécessaire]
Alors qu’il occupe en parallèle un poste de chef de publicité à la CIC (Compagnie industrielle cinématographique) où il avait pour mission les lancements de nouveaux films, Roland Hubert poursuit son activité associative.
Pour soutenir financièrement ces différentes associations, il décide notamment d’organiser des tournées à travers tout le pays avec en tête d'affiche de grandes vedettes de la chanson française. 
En 1956, il organise ainsi la première tournée de Gilbert Bécaud. 
De nombreuses autres suivront avec les plus grands noms en tête d'affiche : Georges Guétary et Jane Richmond, Luis Mariano, Annie Cordy, Jacques Brel, Charles Aznavour, Petula Clark, Richard Anthony, Dalida, Claude François, Sylvie Vartan, Eddy Mitchell. 
En 1961, il fonde ensuite la société du Gala des étoiles et organise, sur les routes de France, les premiers pas scéniques de nombreux artistes qu’il encourage : Gilbert Bécaud, Jacques Brel, Dalida, Sylvie Vartan, Claude François, Salvatore Adamo, Serge Lama, Julien Clerc, Michel Sardou, Maxime Le Forestier, France Gall et bien d’autres.
Il produit également, au palais des congrès de Paris (3 700 places), de grands spectacles restés dans les mémoires : Serge Lama, Léo Ferré dirigeant un orchestre symphonique, La Liberté ou la mort et Danton et Robespierre de Robert Hossein, Julien Clerc, Thierry Le Luron, Maxime Le Forestier et tous les spectacles de Chantal Goya.
En 1972, son ami Bruno Coquatrix, récemment élu maire de Cabourg, lui demande de reprendre le casino alors en déshérence. Avec la complicité de Fabrice Emaer, créateur du Palace, il y ouvre en 1979 le Palace Côte normande dont l’inauguration attire le Tout-Paris pour une fête exceptionnelle qui reste encore dans toutes les mémoires[réf. nécessaire]. 
En 1978, alors que les comédies musicales ne font plus recette depuis longtemps, deux jeunes et talentueux créateurs, Michel Berger et Luc Plamondon, veulent que leur œuvre Starmania prenne chair.
Ils courent tout Paris pour trouver un producteur qui les comprenne, et sera suffisamment visionnaire pour relever ce pari fou.
Roland Hubert, découvreur de talents, qui avait osé lancer les premiers spectacles au palais des congrès de Paris dès son inauguration quelques années plus tôt, prend le risque et leur offre cette salle en réunissant une distribution devenue maintenant prestigieuse, exceptionnelle, voire légendaire[non neutre] : France Gall, Daniel Balavoine, Diane Dufresne et Fabienne Thibeault et à la mise en scène une équipe venue tout droit de New York dirigée par Tom O’Horgan, le créateur de Hair.
En 1986, Roland Hubert contribue également à donner ses lettres de noblesse à la chanson française en créant, avec le soutien de Jack Lang, alors ministre de la Culture, le Fonds de soutien à la chanson, aux variétés et au jazz, ancêtre du Centre national de la chanson, des variétés et du jazz.

## Décorations et distinctions
- Chevalier de la Légion d'honneur
- Officier des Arts et des Lettres[5]
- Officier dans l’ordre national du Mérite[6]
- Diplôme d’honneur de l’Amicale des anciens parachutistes SAS (1965)
- Médaille d’argent de la Ville de Paris (1952)
- Officier de l’ordre du Nichan-Iftikhar (1951)
- Président d’honneur et fondateur du Fonds de Soutien à la chanson aux variétés et au jazz
- Président du Variety Club Soleil d’Enfance
- Président et fondateur du Gala des étoiles
- PDG du casino de Cabourg de 1972 à 1992

## Spectacles et tournées

### Spectacles produits par Roland Hubert au palais des congrès de Paris
Quelques mois seulement après l'inauguration du palais des congrès de Paris, prévu initialement pour être un lieu d'affaires et de conférences, Roland Hubert fut le premier producteur à y proposer des spectacles.
- Serge Lama : 1975 (premier chanteur à s'y produire)
- Maxime Le Forestier : 1975
- Léo Ferré : 1975
- Robert Charlebois : 1976
- Serge Lama : 1977
- Julien Clerc : 1978
- Robert Charlebois : 1979
- Starmania, de Luc Plamondon et Michel Berger : 1979
- Danton et Robespierre, de Robert Hossein : 1979
- Serge Lama : 1979
- Festival national de l’accordéon tous les ans à partir de 1980
- Julien Clerc : 1980
- Chantal Goya, Le Soulier qui vole : 1980
- Thierry Le Luron : 1980
- Serge Lama : 1981
- Gérard Lenorman : 1982
- Chantal Goya, La Planète merveilleuse : 1982-1983
- Nana Mouskouri : 1984
- Francis Lalanne : 1984
- Chantal Goya, Le Mystérieux Voyage de Marie-Rose : 1984-1985
- Henri Salvador : 1985
- Mireille Mathieu : 1986
- Chantal Goya, Le Mystérieux Voyage de Marie-Rose : 1986
- La Liberté ou la mort, de Robert Hossein : 1988
- Le Bolchoï sur glace : 1989
- Chantal Goya, L'Étrange Histoire du château hanté : 1989
- Charles Trenet : 1989

### Spectacles produits par Roland Hubert dans d’autres salles parisiennes
- Le Luron en liberté au théâtre du Gymnase (1985-1986)
- Sim à la salle bleue du palais des congrès
- Francis Perrin en one man show au théâtre du Gymnase (1986)
- Madame Sans-Gêne avec Annie Cordy au théâtre du Gymnase (1987)
- Les Géants de la danse au théâtre des Champs-Élysées
- Napoléon de et avec Serge Lama au théâtre Marigny (1984-1985-1986)
- Jésus était son nom, de Robert Hossein, au palais des sports(1991)

### Tournées produites par Roland Hubert
- Gilbert Bécaud
- Julien Clerc
- Léo Ferré
- Sim
- Stone et Charden
- Michel Sardou
- Carlos
- Enrico Macias
- Francis Perrin
- Coluche
- Serge Lama
- Chantal Goya
- etc.

## Vie associative
En 1972, Roland Hubert fonde avec Félix Marquani, Bernard Chevry et Roger Kreicher, l’association Soleil d’Enfance, section française du Variety Club international, dont l’objectif est de réunir des fonds destinés à aider dans leur quotidien les enfants handicapés. Président d’honneur de l’association, Roland Hubert en a été un soutien extrêmement actif et investi jusqu’aux derniers jours de sa vie. Grâce à l’énergie des membres de l’association et au soutien de nombreux artistes et personnalités du monde du spectacle, de la communication et du sport, Soleil d’Enfance se bat depuis près de 40 ans pour organiser des dizaines de manifestations, galas et spectacles en vue de lever des fonds destinés à l’amélioration des conditions de vie des enfants handicapés. Soleil d’enfance a notamment permis d’offrir à des centres médico-éducatifs, partout en France, 230 minibus spécialement équipés pour le transport des enfants handicapés. 
Roland Hubert a par ailleurs défendu la cause des artistes au sein de plusieurs commissions du ministère du Travail et du ministère de la Culture.
Il fut notamment vice-président d’honneur du SNES (Syndicat national des entrepreneurs de spectacles).